# Midrange

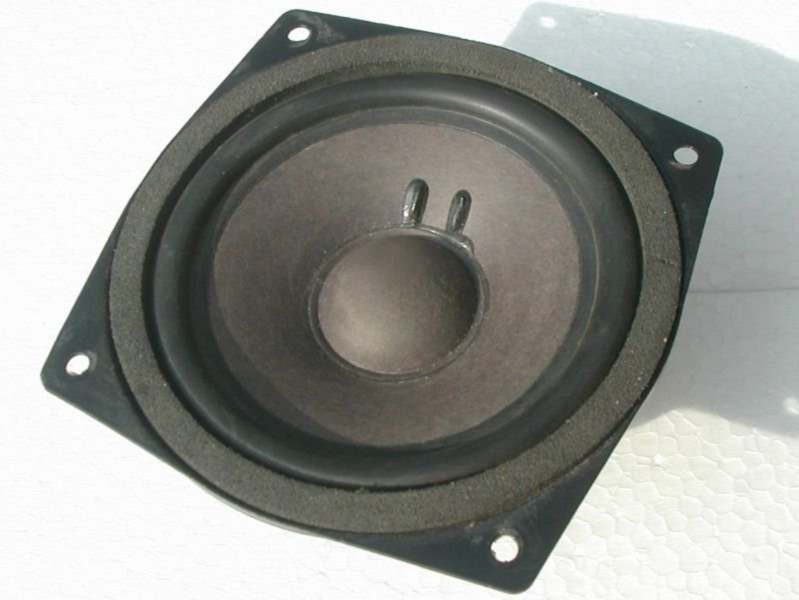
Un tipico midrange a cono e cupola

Un midrange è un altoparlante progettato per riprodurre al meglio i suoni nella gamma di frequenze medie, comprese all'incirca tra 350Hz e 8kHz; in questa gamma è compresa la voce umana. La membrana diffusore o diaframma è generalmente un tronco di cono con al centro una cupola, risultando di fatto un woofer con al centro un tweeter (altre forme meno comuni sono quella a tromba o a cupola invertita), con la bobina (motore) attaccata alla estremità più stretta, la parte più larga sospesa tramite una membrana elastica che fa da sospensione, inoltre in molti casi è presente una cupola di protezione che ricopre l'altoparlante.
Dato che nel range di frequenza in cui lavora bastano pochi watt per produrre molti decibel, la sua struttura è meno massiccia di un woofer e generalmente, hanno un diametro intermedio rispetto a quello del woofer e del tweeter.

## Costruzione

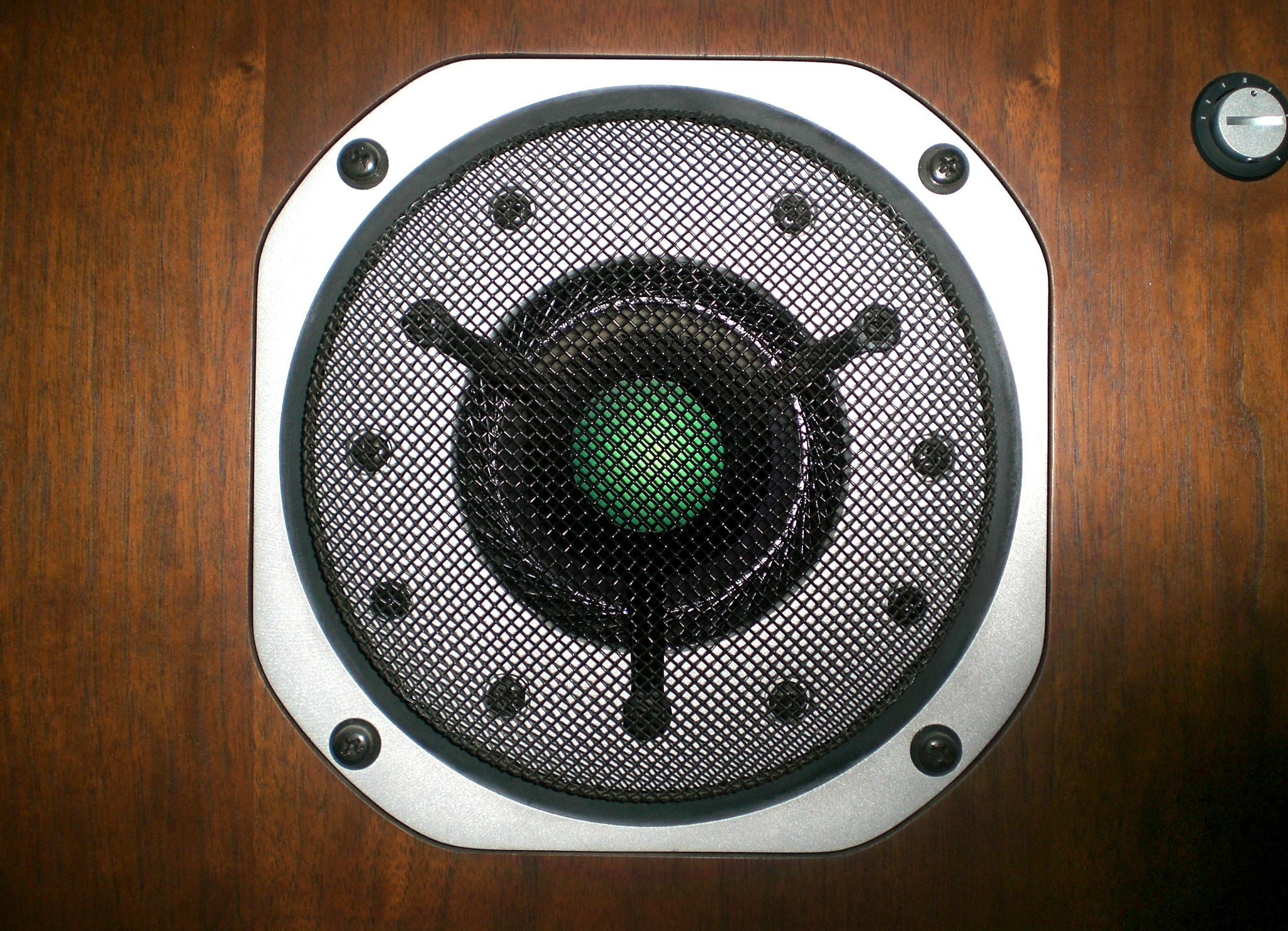
Un tipico midrange a cono e cupola (Yamaha NS-2000) con grata di protezione

I materiali più comunemente usati sono carta, a volte impregnata con polimeri o resine per irrigidirla. Altri materiali sono plastica come polipropilene, Cobex, Bextrene, fibra di Kevlar, fibra di vetro, fibra di carbonio, o metallo come leghe di alluminio, magnesio, titanio, o altri. La superficie radiante di una cupola di midrange è tipicamente metà sfera, fatta di tessuto, metallo, o plastica, con la sospensione sul bordo circolare. Alcuni midrange sono accoppiati a tromba. Esistono versioni la cui membrana di emissione non è conformata a cono, ma è piana, ovvero costituita da un foglio rettangolare in mylar posto tra magneti permanenti, sul quale è incollata con un percorso a greca la bobina, costituita da un sottile filo di alluminio, sistema utilizzato dal costruttore statunitense Magnepan.

## Utilizzo
Il midrange è chiamato a svolgere il compito di riprodurre i suoni nel campo di frequenze più critico, in quanto la maggior parte di ciò che è umanamente udibile ricade in questa porzione di frequenze: strumenti musicali, voce umana. Un motivo rilevante è il fatto che il woofer è disturbato dalle frequenze medie ovvero dopo i 200 Hz pertanto il midrange permetterà al woofer di abbassare la frequenza di taglio. Questa porzione di frequenze è la più familiare all'orecchio umano, e come tale la più percettibile di distorsioni. Solitamente utilizzati in diffusori acustici tre-vie. Il posizionamento del midrange (e del tweeter) sul baffle del diffusore incide significativamente il segnale acustico, e il materiale circostante il midrange e tweeter può produrre (o inibire) riflessioni d'energia sul baffle, o altro può influenzare la risposta in frequenza. Griglie, particolarmente quelle con cornice, possono modificare il suono riprodotto. Queste distorsioni vengono chiamate effetto "baffle step". Quando un midrange è montato nello stesso cabinet del woofer, avrà un suo sub-cabinet, sigillato, per prevenire il ritorno di onde irradiate dal woofer.
i midrange a cupola hanno un range di 800 2500 Hz, mentre quelli a cono con cestello aperto possono risuonare dentro la cassa ed arrivare anche a 300 Hz di frequenza di taglio